# Łukasz Korybalski
Łukasz Korybalski (ur. 1978 w Poznaniu) – polski trębacz jazzowy, kompozytor.

## Życiorys[1]
Urodzony w 1978 r. w Poznaniu. Absolwent Wydziału Jazzu Szkoły Muzycznej w Warszawie oraz Wydziału Kompozycji, Interpretacji, Edukacji i Jazzu Akademii Muzycznej w Katowicach. Syn skrzypka i architektki wnętrz. Współpracował z takimi osobami, jak np. Zbigniew Namysłowski, Łukasz Żyta, Andrzej Święs, Michał Tokaj, Nikola Kołodziejczyk, Tomasz Stańko, Andrzej Smolik, Skubas, Ania Dąbrowska, Anna Rusowicz oraz z zespołami T.Love i „Chłopcy kontra Basia”. Był dwukrotnie członkiem Męskie Granie Orkiestra.

## Dyskografia[4]
Albumy autorskie
- 2017 Całe mnóstwo miłości[5]
- 2022 Don’t Try[6] Korybalski/Traczyk/Zelmer

Albumy z gościnnym udziałem (wybór):
- Smolik – 3
- Smolik – 4
- Smolik – The Trip
- Ania Dąbrowska – Bawię się świetnie
- Ania Dąbrowska – Dla naiwnych marzycieli
- Kortez – Bumerang
- Maria Peszek – Maria Awaria
- Natalia Kukulska – Sexi Flexi
- Maryla Rodowicz – Jest cudnie
- Sistars – AEIOU
- Albo inaczej
- Muzyka końca lata – Złoty krążek
- Chłopcy kontra Basia – O
- Chłopcy kontra Basia – Mrówka Zombie
- Herbert 3.0
- Maciej Gołyźniak – The Orchid
- Maciej Gołyźniak – Marianna
- Fox – Foxbox
- Ben Frost – Catastrophic Deliquescence
- Projekt Warszawiak

## Współpraca koncertowa
Ania Dąbrowska, Marita Albán Juárez Skubas, Andrzej Smolik, Ania Rusowicz, Chłopcy kontra Basia

## Muzyka filmowa[11]
- 2014 Całe mnóstwo miłości, reż. Bartłomiej Kaczmarek
- 2017 Siostry[12] reż. Justyna Tafel
- 2024 Dla waszego dobra[13], reż. Ireneusz Grzyb

## Filmografia[14]
- 2014 Całe mnóstwo miłości[15] – główna rola męska[16]

## Ciekawostki
Młodość spędził w Neapolu, gdzie skończył szkołę podstawową.